# Audax Italiano La Florida
L'Audax Italiano La Florida, meglio conosciuto come Audax Italiano, è una società calcistica cilena con sede nella città di La Florida. Milita nella Primera División, massima serie del campionato cileno di calcio.
Gioca nell'Estadio Bicentenario de La Florida, con una capienza di 12 000 posti.

## Storia
Il club è stato fondato da italiani emigrati a Santiago, il 30 novembre 1910 con il nome di Audax Club Ciclista Italiano nel negozio di cappelli di Alberto Caffi. Nel 1922, quando a Santiago la popolarità del calcio crebbe, la squadra mutò nome in Audax Club Sportivo Italiano.
Nel gennaio 2007 l'Audax è stata trasformata in una società a responsabilità limitata e ha cambiato il suo nome in Club Deportivo Audax Italiano La Florida, aggiungendo il nome del comune La Florida.
La squadra è sempre stata protagonista nel calcio cileno, ma non è mai stata in grado di partecipare a una competizione internazionale fino al 2007, quando ha partecipato alla Coppa Libertadores. Come squadra fondata da immigrati, ha una rivalità accesa con gli altri club di Santiago nati da immigrati, vale a dire l'Unión Española (fondata dagli spagnoli) e il Palestino (fondata dai palestinesi).

## Palmarès

### Competizioni nazionali
- Campionato cileno: 4

1936, 1946, 1948, 1957

### Altri piazzamenti
- Campionato cileno:

Secondo posto: 1934, 1935, 1938, 1940, 1944, 1947, 1951, Clausura 2006
Terzo posto: Clausura 1997, 2010, 2021
- Copa Chile:

Finalista: 1981, 1998, 2018
Semifinalista: 1960, 2016
- Primera B:

Secondo posto: 1995

## Organico

### Rosa 2021-2022
| N. |                      | Ruolo | Calciatore        |
| -- | -------------------- | ----- | ----------------- |
| 1  | Cile (bandiera)      | P     | Joaquin Muñoz     |
| 2  | Cile (bandiera)      | D     | Carlos Labrín     |
| 3  | Cile (bandiera)      | D     | Cristóbal Muñoz   |
| 4  | Cile (bandiera)      | C     | Osvaldo Bosso     |
| 5  | Cile (bandiera)      | D     | Fabián Torres     |
| 6  | Cile (bandiera)      | C     | Diego Torres      |
| 7  | Cile (bandiera)      | D     | Nicolás Fernández |
| 8  | Cile (bandiera)      | C     | Fernando Cornejo  |
| 9  | Argentina (bandiera) | A     | Lautaro Palacios  |
| 10 | Cile (bandiera)      | C     | Jorge Henríquez   |
| 11 | Paraguay (bandiera)  | C     | Luis Riveros      |
| 13 | Cile (bandiera)      | P     | Álvaro Salazar    |
| 14 | Cile (bandiera)      | C     | Gonzalo Álvarez   |

| N. |                      | Ruolo | Calciatore          |
| -- | -------------------- | ----- | ------------------- |
| 15 | Cile (bandiera)      | C     | Raúl Osorio         |
| 16 | Cile (bandiera)      | C     | Óliver Rojas        |
| 17 | Cile (bandiera)      | C     | Bryan Figueroa      |
| 20 | Cile (bandiera)      | A     | Nicolás Aedo        |
| 21 | Argentina (bandiera) | C     | Germán Estigarribia |
| 22 | Cile (bandiera)      | C     | Alfred Canales      |
| 23 | Cile (bandiera)      | C     | Jorge Faúndez       |
| 24 | Cile (bandiera)      | C     | Esteban Matus       |
| 25 | Cile (bandiera)      | P     | Tomás Ahumada       |
| 27 | Cile (bandiera)      | D     | Michael Fuentes     |
| 28 | Cile (bandiera)      | C     | Roberto Cereceda    |
| 30 | Cile (bandiera)      | C     | Javier Quiñones     |